# 新奧澤里亞尼
50°19′2″N 29°25′36″E / 50.31722°N 29.42667°E
新奧澤里亞尼（烏克蘭語：Нові Озеряни）是烏克蘭北部的村莊，隸屬日托米爾州的日托米爾區。該村始建於1460年，面積2.41平方公里，海拔高度185米，2001年人口603，人口密度每平方公里250.1人。